# 동축원 다발
기하학에서 동축원 다발(同軸圓-, 영어: pencil of coaxal circles)은 같은 근축을 공유하는 원들의 족이다.

## 정의
평면 {\displaystyle \mathbb {R} ^{2}} 위에서 서로 다른 두 원 {\displaystyle \Gamma ,\Gamma '}의 방정식이
{\displaystyle a(x^{2}+y^{2})-2bx-2cy+d=0}
{\displaystyle a'(x^{2}+y^{2})-2b'x-2c'y+d'=0}
이라고 하자. 여기서 {\displaystyle (a,b,c,d)}와 {\displaystyle (a',b',c',d')}은 실수 동차 좌표이다. (이 두 원은 각각 일반적인 실원이거나, 점원 또는 허원이거나, 유한 직선이거나, 무한원 직선이다.) 두 원 {\displaystyle \Gamma ,\Gamma '}으로 생성된 동축원 다발은 방정식이
{\displaystyle \lambda (a(x^{2}+y^{2})-2bx-2cy+d)+\lambda '(a'(x^{2}+y^{2})-2b'x-2c'y+d')=0}
인 원
{\displaystyle \lambda \Gamma +\lambda '\Gamma '}
들의 족 {\displaystyle {\mathcal {C}}}이다. 여기서 {\displaystyle (\lambda ,\lambda ')}은 실수 동차 좌표이다.

## 분류
평면 {\displaystyle \mathbb {R} ^{2}} 위에서 서로 다른 두 원 {\displaystyle \Gamma ,\Gamma '}으로 생성되는 동축원 다발 {\displaystyle {\mathcal {C}}}는 적어도 하나의 실원 또는 유한 직선을 포함한다. 편의상 {\displaystyle {\mathcal {C}}}가 실원을 포함할 경우 {\displaystyle \Gamma }가 실원이라고 가정하고, 그렇지 않을 경우 {\displaystyle \Gamma }가 유한 직선이라고 가정하자. 임의의 실수 동차 좌표 {\displaystyle (\lambda ,\lambda ')}에 대하여,
{\displaystyle \Delta _{\Gamma ,\Gamma '}(\lambda ,\lambda ')=\lambda ^{2}(b^{2}+c^{2}-ad)+\lambda \lambda '(2(bb'+cc')-(ad'+a'd))+{\lambda '}^{2}({b'}^{2}+{c'}^{2}-a'd')}
와 같이 표기하자. 이는 {\displaystyle (\lambda ,\lambda ')}에 대한 실수 이차 형식이다. {\displaystyle \lambda \Gamma +\lambda '\Gamma '}이 직선이 아닐 경우 이는 {\displaystyle \lambda \Gamma +\lambda '\Gamma '}의 반지름의 제곱에 비례한다. 특히, 만약 {\displaystyle \lambda \Gamma +\lambda '\Gamma '}이 직선이 아니고 {\displaystyle \Delta _{\Gamma ,\Gamma '}(\lambda ,\lambda ')}이 양수·0·음수일 경우, {\displaystyle \lambda \Gamma +\lambda '\Gamma '}은 각각 실원·점원·허원이다. 이 이차 형식 {\displaystyle \Delta _{\Gamma ,\Gamma '}}의 행렬식은 다음과 같다.
{\displaystyle 4\det \Delta _{\Gamma ,\Gamma '}=4(b^{2}+c^{2}-ad)({b'}^{2}+{c'}^{2}-a'd')-(2(bb'+cc')-(ad'+a'd))^{2}}
동축원 다발 {\displaystyle {\mathcal {C}}}는 이차 형식 {\displaystyle \Delta _{\Gamma ,\Gamma '}}의 성질에 따라 다음과 같이 분류된다.

### 타원형 동축원 다발
만약 {\displaystyle \det \Delta _{\Gamma ,\Gamma '}>0}이라면, {\displaystyle \Delta _{\Gamma ,\Gamma '}}은 양의 정부호 이차 형식이며, {\displaystyle {\mathcal {C}}} 속 모든 비직선 원소는 실원이다. 또한 {\displaystyle \Gamma }와 {\displaystyle \Gamma '}은 서로 다른 두 교점 {\displaystyle P,Q}에서 만난다. 보다 일반적으로 {\displaystyle {\mathcal {C}}}는 {\displaystyle P}와 {\displaystyle Q}를 지나는 모든 원들의 족이며, 특히 {\displaystyle {\mathcal {C}}}의 근축은 직선 {\displaystyle PQ}이다. 이 경우 {\displaystyle {\mathcal {C}}}를 타원형 동축원 다발(楕圓型同軸圓-, 영어: elliptic pencil of coaxal circles) 또는 교차 동축원 다발(交叉同軸圓-, 영어: intersecting pencil of coaxal circles)이라고 하고, 두 공통 교점 {\displaystyle P,Q}를 {\displaystyle {\mathcal {C}}}의 기저점(基底點, 영어: base point)이라고 한다.
만약 두 교점 가운데 하나가 확장 복소평면의 무한대 {\displaystyle Q={\widehat {\infty }}}일 경우, {\displaystyle {\mathcal {C}}}는 교점이 {\displaystyle P}인 공점선 다발이다.

### 포물형 동축원 다발
만약 {\displaystyle \det \Delta _{\Gamma ,\Gamma '}=0}이라면,
{\displaystyle \Delta _{\Gamma ,\Gamma '}\colon (\lambda ,\lambda ')\mapsto \left(\lambda {\sqrt {b^{2}+c^{2}-ad}}\pm \lambda '{\sqrt {{b'}^{2}+{c'}^{2}-a'd'}}\right)^{2}}
은 완전 제곱의 꼴이고, {\displaystyle {\mathcal {C}}}는 유일한 점원 {\displaystyle P}를 가지며, 이를 제외한 모든 비직선 원소는 실원이다. 또한 {\displaystyle \Gamma }와 {\displaystyle \Gamma '}은 어떤 점 {\displaystyle P}에서 서로 접한다. 보다 일반적으로 {\displaystyle {\mathcal {C}}} 속 임의의 두 원은 {\displaystyle P}에서 접하며, 특히 {\displaystyle {\mathcal {C}}}의 근축은 {\displaystyle P}에서의 공통 접선이다. 이 경우 {\displaystyle {\mathcal {C}}}를 포물형 동축원 다발(抛物型同軸圓-, 영어: parabolic pencil of coaxal circles) 또는 접동축원 다발(接同軸圓-, 영어: tangent pencil of coaxal circles)이라고 한다.
만약 {\displaystyle P={\widehat {\infty }}}일 경우, {\displaystyle {\mathcal {C}}}는 평행선 다발이다.

### 쌍곡형 동축원 다발
만약 {\displaystyle \det \Delta _{\Gamma ,\Gamma '}<0}이라면, {\displaystyle \Delta _{\Gamma ,\Gamma '}}은 부정부호 이차 형식이며, {\displaystyle {\mathcal {C}}}의 비직선 원소는 실원과 허원 그리고 2개의 점원 {\displaystyle P,Q}로 이루어진다. 또한 {\displaystyle \Gamma }와 {\displaystyle \Gamma '}은 서로 만나지 않는다. 보다 일반적으로 {\displaystyle {\mathcal {C}}} 속 임의의 서로 다른 두 원은 서로 만나지 않으며, 특히 근축과 교점을 갖지 않는다. 이 경우 {\displaystyle {\mathcal {C}}}를 쌍곡형 동축원 다발(雙曲型同軸圓-, 영어: hyperbolic pencil of coaxal circles) 또는 비교차 동축원 다발(非交叉同軸圓-, 영어: nonintersecting pencil of coaxal circles)이라고 하고, 두 점원 {\displaystyle P,Q}를 {\displaystyle {\mathcal {C}}}의 극한점(極限點, 영어: limiting point)이라고 한다.
만약 {\displaystyle Q={\widehat {\infty }}}일 경우, {\displaystyle {\mathcal {C}}}는 중심이 {\displaystyle P}인 동심원 다발이다.

## 성질
동축원 다발 {\displaystyle {\mathcal {C}}}는 2차원 부분 사영 공간이므로, 서로 다른 임의의 두 원소는 {\displaystyle {\mathcal {C}}}를 생성한다.

### 중심선과 근축
동축원 다발 {\displaystyle {\mathcal {C}}} 속 원의 중심들은 공선점을 이룬다. 동축원 다발 {\displaystyle {\mathcal {C}}} 속 임의의 두 원 {\displaystyle \Gamma ,\Gamma '\in {\mathcal {C}}}의 근축은 같다. 이를 동축원 다발 {\displaystyle {\mathcal {C}}}의 근축(根軸, 영어: radical axis)이라고 한다. 동축원 다발 {\displaystyle {\mathcal {C}}}의 근축은 중심선의 수선이며, 또한 {\displaystyle {\mathcal {C}}}의 한 원소이다. 즉, {\displaystyle {\mathcal {C}}} 속의 두 원의 방정식으로부터 2차항을 소거하면 근축의 방정식을 얻는다. 동축원 다발 {\displaystyle {\mathcal {C}}} 속 임의의 비직선 원소에 대한 {\displaystyle {\mathcal {C}}}의 근축 위의 주어진 점의 방멱은 같다.
동축원 다발 {\displaystyle {\mathcal {C}}}의 중심선을 {\displaystyle x}축으로 삼고 근축을 {\displaystyle y}축으로 삼았을 경우 {\displaystyle {\mathcal {C}}}의 비직선 원소들은 다음과 같은 방정식을 갖는 원들로 이루어진다.
{\displaystyle x^{2}+y^{2}-2ax+c=0}
여기서 {\displaystyle c}는 {\displaystyle {\mathcal {C}}} 속 임의의 비직선 원소에 대한 {\displaystyle {\mathcal {C}}}의 중심(=중심선과 근축의 교점)의 방멱이고, {\displaystyle a\in \mathbb {R} }는 매개변수이다. 만약 {\displaystyle c<0}이라면, {\displaystyle {\mathcal {C}}}는 기저점이 {\displaystyle (0,\pm {\sqrt {-c}})}인 타원형 동축원 다발이며, 위 방정식은 모든 {\displaystyle a\in \mathbb {R} }에 대하여 실원을 나타낸다. 만약 {\displaystyle c=0}이라면, {\displaystyle {\mathcal {C}}}는 포물형 동축원 다발이며, 위 방정식은 {\displaystyle a\in \mathbb {R} \setminus \{0\}}에 대하여 실원을 나타내고, {\displaystyle a=0}에 대하여 점원을 나타낸다. 만약 {\displaystyle c>0}이라면, {\displaystyle {\mathcal {C}}}는 극한점이 {\displaystyle ({\sqrt {c}},0)}인 쌍곡형 동축원 다발이며, 위 방정식은 {\displaystyle a\in (-\infty ,-{\sqrt {c}})\cup ({\sqrt {c}},\infty )}에 대하여 실원을 나타내고, {\displaystyle a=\pm {\sqrt {c}}}에 대하여 점원을, {\displaystyle a\in (-{\sqrt {c}},{\sqrt {c}})}에 대하여 허원을 나타낸다.

### 직교 동축원 다발
임의의 동축원 다발 {\displaystyle {\mathcal {C}}}에 대하여, 다음을 만족시키는 유일한 동축원 다발 {\displaystyle {\mathcal {C}}^{\perp }}가 존재하며, 이를 {\displaystyle {\mathcal {C}}}의 직교 동축원 다발(直交同軸圓-, 영어: orthogonal pencil of coaxal circles)이라고 한다.
- 임의의 {\displaystyle \Gamma \in {\mathcal {C}}} 및 {\displaystyle \Gamma '\in {\mathcal {C}}^{\perp }}에 대하여, {\displaystyle \Gamma }와 {\displaystyle \Gamma '}은 서로 직교한다. (즉, (실수) 교점을 가지고, 교점에서의 두 접선은 서로 수직이다.)

자명하게 {\displaystyle {\mathcal {C}}^{\perp \perp }={\mathcal {C}}}가 성립한다. {\displaystyle {\mathcal {C}}}의 직교 동축원 다발 {\displaystyle {\mathcal {C}}^{\perp }}의 중심선과 근축은 각각 {\displaystyle {\mathcal {C}}}의 근축과 중심선이다. 만약 {\displaystyle {\mathcal {C}}}가 기저점이 {\displaystyle P,Q}인 타원형 동축원 다발이라면, {\displaystyle {\mathcal {C}}^{\perp }}는 극한점이 {\displaystyle P,Q}인 쌍곡형 동축원 다발이다. 특히, 만약 {\displaystyle {\mathcal {C}}}가 교점이 {\displaystyle P}인 공점선 다발이라면, {\displaystyle {\mathcal {C}}^{\perp }}는 중심이 {\displaystyle P}인 동심원 다발이다. 만약 {\displaystyle {\mathcal {C}}}가 포물형 동축원 다발이라면, {\displaystyle {\mathcal {C}}^{\perp }}는 역시 포물형 동축원 다발이다. 특히, 만약 {\displaystyle {\mathcal {C}}}가 평행선 다발이라면, {\displaystyle {\mathcal {C}}^{\perp }} 역시 평행선 다발이다. 만약 {\displaystyle {\mathcal {C}}}가 극한점이 {\displaystyle P,Q}인 쌍곡형 동축원 다발이라면, {\displaystyle {\mathcal {C}}^{\perp }}는 기저점이 {\displaystyle P,Q}인 타원형 동축원 다발이다. 특히, 만약 {\displaystyle {\mathcal {C}}}가 중심이 {\displaystyle P}인 동심원 다발이라면, {\displaystyle {\mathcal {C}}^{\perp }}는 교점이 {\displaystyle P}인 공점선 다발이다.

### 반전에 대한 상
원에 대한 반전에 대한 타원형·포물형·쌍곡형 동축원 다발의 상은 역시 타원형·포물형·쌍곡형 동축원 다발이다. 타원형 동축원 다발의 중심이 한 기저점인 원에 대한 반전을 가하면 교점이 다른 한 기저점의 상인 공점선 다발을 얻는다. 포물형 동축원 다발에 중심이 다발의 중심인 원에 대한 반전을 가하면 다발의 근축에 평행하는 평행선 다발을 얻는다. 쌍곡형 동축원 다발에 중심이 한 극한점을 중심으로 하는 원에 대한 반전을 가하면 중심이 다른 한 극한점의 상인 동심원 다발을 얻는다. 동축원 다발 속 임의의 원은 직교 동축원 다발 속 임의의 원에 대한 반전에 대하여 불변이며, 특히 이러한 반전에 대한 동축원 다발의 상은 자기 자신이다.

### 입체 사영에 대한 상
동축원 다발은 입체 사영을 통해 공선면 다발과 일대일 대응한다. 구체적으로, 공간 {\displaystyle \mathbb {R} ^{3}} 속 단위구
{\displaystyle \mathbb {S} ^{2}=\{(x,y,z)\in \mathbb {R} ^{3}\colon x^{2}+y^{2}+z^{2}=1\}}
와 평면 {\displaystyle z=0} 사이의, 북극 {\displaystyle (0,0,1)}에 대한 입체 사영
{\displaystyle \varphi \colon \mathbb {S} ^{2}\to \mathbb {R} ^{2}\sqcup \{{\widehat {\infty }}\}}
{\displaystyle \varphi \colon (x,y,z)\mapsto \left({\frac {x}{1-z}},{\frac {y}{1-z}}\right)\qquad ((x,y,z)\in \mathbb {S} ^{2})}
를 생각하자. 평면 {\displaystyle z=0} 속 두 원 {\displaystyle \Gamma ,\Gamma '}의 원상 {\displaystyle \varphi ^{-1}(\Gamma ),\varphi ^{-1}(\Gamma ')}은 다음과 같은 방정식을 갖는 평면이다.
{\displaystyle -2bx-2cy+(a-d)z+(a+d)=0}
{\displaystyle -2b'x-2c'y+(a'-d')z+(a'+d')=0}
이 두 평면 {\displaystyle \varphi ^{-1}(\Gamma ),\varphi ^{-1}(\Gamma ')}은 단위구 {\displaystyle \mathbb {S} ^{2}}와 원을 교선으로 갖거나, 접하거나, 만나지 않을 수 있다. 즉, 만약 {\displaystyle \Gamma }가 실원 또는 유한 직선이라면 {\displaystyle \varphi ^{-1}(\Gamma )}는 {\displaystyle \mathbb {S} ^{2}}의 실원이고, 점원 또는 무한원 직선이라면 {\displaystyle \varphi ^{-1}(\Gamma )}는 점원이며, 허원이라면 {\displaystyle \varphi ^{-1}(\Gamma )} 역시 {\displaystyle \mathbb {S} ^{2}} 허원이다. 특히 만약 {\displaystyle \Gamma }가 단위 허원이라면 {\displaystyle \varphi ^{-1}(\Gamma )}는 무한원 평면이다. 마찬가지로 만약 {\displaystyle \Gamma '}이 실원 또는 유한 직선, 점원 또는 무한원 직선, 허원이라면 {\displaystyle \varphi ^{-1}(\Gamma ')}은 각각 {\displaystyle \mathbb {S} ^{2}}의 실원·점원·허원이며, 특히 만약 단위 허원이라면 {\displaystyle \varphi ^{-1}(\Gamma ')}은 무한원 평면이다.
동축원 다발 {\displaystyle {\mathcal {C}}=(\lambda \Gamma +\lambda '\Gamma ')_{(\lambda ,\lambda ')}}은 교선이 {\displaystyle \varphi ^{-1}(\Gamma )\cap \varphi ^{-1}(\Gamma ')}인 공선면 다발 
{\displaystyle \varphi ^{-1}({\mathcal {C}})=(\lambda \varphi ^{-1}(\Gamma )+\lambda '\varphi ^{-1}(\Gamma '))_{(\lambda ,\lambda ')}}
과 일대일 대응한다. 만약 {\displaystyle \varphi ^{-1}({\mathcal {C}})}의 교선이 단위구 {\displaystyle \mathbb {S} ^{2}}와 서로 다른 두 점 {\displaystyle P,Q}에서 만난다면, {\displaystyle {\mathcal {C}}}는 기저점이 {\displaystyle \varphi ^{-1}(P),\varphi ^{-1}(Q)}인 타원형 동축원 다발이다. 특히, 만약 한 교점이 북극 {\displaystyle Q=(0,0,1)}이라면, {\displaystyle {\mathcal {C}}}는 교점이 {\displaystyle \varphi ^{-1}(P)}인 공점선 다발이다. 만약 {\displaystyle \varphi ^{-1}({\mathcal {C}})}의 교선이 단위구 {\displaystyle \mathbb {S} ^{2}}에 점 {\displaystyle P}에서 접한다면, {\displaystyle {\mathcal {C}}}는 중심이 {\displaystyle \varphi ^{-1}(P)}이고 근축이 {\displaystyle \varphi ^{-1}({\mathcal {C}})}의 교선과 평면 {\displaystyle z=0}의 교점과 {\displaystyle \varphi ^{-1}(P)}를 잇는 직선인 포물형 동축원 다발이다. 특히, 만약 접점이 북극 {\displaystyle P=(0,0,1)}이라면, {\displaystyle {\mathcal {C}}}는 {\displaystyle \varphi ^{-1}({\mathcal {C}})}의 교선에 평행하는 평행선 다발이다. 만약 {\displaystyle \varphi ^{-1}({\mathcal {C}})}의 교선이 단위구 {\displaystyle \mathbb {S} ^{2}}와 만나지 않는다면, {\displaystyle {\mathcal {C}}}는 {\displaystyle \varphi ^{-1}({\mathcal {C}})}의 단위구 {\displaystyle \mathbb {S} ^{2}}에 접하는 두 원소의 두 접점 {\displaystyle P,Q}에 대한 원상 {\displaystyle \varphi ^{-1}(P),\varphi ^{-1}(Q)}를 극한점으로 하는 쌍곡형 동축원 다발이다. 특히 만약 두 접점 가운데 하나가 북극 {\displaystyle Q=(0,0,1)}이라면, {\displaystyle {\mathcal {C}}}는 중심이 {\displaystyle \varphi ^{-1}(P)}인 동심원 다발이다.
서로 직교하는 두 동축원 다발 {\displaystyle {\mathcal {C}},{\mathcal {C}}^{\perp }}이 주어졌다고 하자. 그렇다면, {\displaystyle \varphi ^{-1}({\mathcal {C}}^{\perp })}의 원소들의 극은 모두 {\displaystyle \varphi ^{-1}({\mathcal {C}})}의 교선 위의 점이며, {\displaystyle \varphi ^{-1}({\mathcal {C}})}의 원소들의 극은 모두 {\displaystyle \varphi ^{-1}({\mathcal {C}}^{\perp })}의 교선 위의 점이다. 특히, 만약 {\displaystyle {\mathcal {C}}}가 쌍곡형 동축원 다발일 경우, {\displaystyle \varphi ^{-1}({\mathcal {C}}^{\perp })}의 교선은 {\displaystyle \varphi ^{-1}({\mathcal {C}})}의 원소와 {\displaystyle \mathbb {S} ^{2}}의 두 접점을 잇는 직선이다. 또한 만약 {\displaystyle {\mathcal {C}}}가 포물형 동축원 다발일 경우 {\displaystyle \varphi ^{-1}({\mathcal {C}}^{\perp })}의 교선은 {\displaystyle \varphi ^{-1}({\mathcal {C}})}의 교선과 같은 접점에서 이와 수직인 접선이다.

## 같이 보기
- 근축#동축원 다발